# Athgarh
Athgarh est une ville de l'Inde dans l'Orisha, qui fut le siège d'un État princier

## Histoire
Athgarh était l'un des États princiers de l'Inde pendant la période du Raj britannique. L'Etat a été fondé par Sri Karan Niladri Bebarta Patnaik de la caste Karan en 1178 et avait sa capitale dans la ville d'Athgarh. Son dernier dirigeant a signé l'adhésion à l'Union indienne le 1er janvier 1950. La principauté a été intégrée dans le district de Cuttack de l'État d'Orissa en 1949.

## Dirigeants: Râja
- 1803? - ? : Karan Gopinath Bawarta Patnaik
- 1869 - 189? : Karan Jagunath Bawarta Patnaik
- 189? - 1896 : Karan Raghunath Bawarta Patnaik
- 1896 - 1918 : Karan Vishvanath Bawarta Patnaik
- 1918 - 1947 : Karan Radhanath Bawarta Patnaik

## Source
- (en) Cet article est partiellement ou en totalité issu de l’article de Wikipédia en anglais intitulé « Athgarh State » (voir la liste des auteurs).